# Károly Sándor lotaringiai herceg
Károly Sándor Emánuel, Lotaringia és Bar hercege (németül Prinz Karl Alexander von Lothringen und Bar, franciául Charles-Alexandre duc de Lorraine et de Bar); (Lünenstadt, ma: Lunéville, Franciaország, 1712. december 12. – Tervuren, ma: Brüsszel, Belgium, 1780. július 4.), Lotaringia és Bar hercege, császári-királyi tábornagy, Németalföld osztrák császári főkormányzója és főkapitánya (Generalstatthalter und Generalkapitän), a Német Lovagrend 52. nagymestere. Elterjedten említik Lotaringiai Károly (Karl von Lothringen, Charles de Lorraine) névformában is.

## Élete

### Származása, testvérei

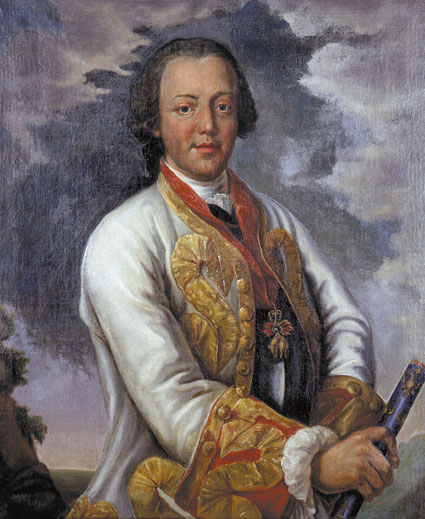
Károly Sándor, Lotaringia és Bar hercege, 1756. (Belga Királyi Könyvtár)

Károly Sándor lotaringiai herceg a lotaringiai Lünenstadtban (ma: Lunéville, Franciaország) született. Édesapja a Vaudémont-házból származó I. Lipót, Lotaringia és Bar uralkodó hercege (1679–1729) volt. Apai nagyapja, V. Károly lotaringiai herceg (1643-1690), császári tábornagy, a törökellenes háborúk hírneves hadvezére volt, döntő szerepet vitt Bécs 1683-as felmentésében és Buda 1686-s visszavívásában is. Apai nagyanyja Habsburg Eleonóra Mária Jozefa főhercegnő (1653–1697) volt, III. Ferdinánd császár leánya.
Édesanyja Erzsébet Sarolta orléans-i hercegnő (1676–1744) volt, Lipót herceg felesége, I. Fülöp orléans-i hercegnek (1640–1701), XIV. Lajos francia király öccsének) és Erzsébet Sarolta (Liselotte) pfalzi hercegnőnek leánya. Anyját, Orléans-i Erzsébet Saroltát unokabátyja, XV. Lajos király 1736-ban elismerte Commercy szuverén uralkodó hercegnőjének.
Lipót herceg és Erzsébet Sarolta hercegné házasságából tizenhárom gyermek született, Károly Sándor volt a tizenkettedik, öt fiú közül a negyedik. Csak öt gyermek, ebből három fiú érte meg a felnőttkort.
1. Lipót (1699–1700), kisgyermekként meghalt.
2. Erzsébet Sarolta (1700–1711), gyermekként meghalt.
3. Lujza Krisztina (*/† 1701), születésekor meghalt.
4. Mária Gabriella Sarolta (1702–1711), gyermekkorban meghalt.
5. Lajos (1704–1781), Lotaringia grófja, aki 1730-ban Henrietta gehringi grófnőt vette feleségül.
6. Jozefa Gabriella (1705–1708), kisgyermekkorban meghalt.
7. Gabriella Lujza (1706–1709), kisgyermekkorban meghalt.
8. Lipót Kelemen (Clemens) Károly (1707–1723), serdülőként meghalt himlőben.
9. Ferenc István herceg (1708–1765), aki Toszkána nagyhercege lett, 1736-ban Mária Terézia osztrák főhercegnőt, a későbbi magyar és cseh királynét vette feleségül, és 1745-ben I. Ferenc néven német-római császár lett.
10. Eleonóra (*/† 1710), születésekor meghalt.
11. Erzsébet Terézia hercegnő (1711–1741), aki 1737-ben III. Károly Emánuel szárd–piemonti királyhoz, Savoya uralkodó hercegéhez (1701–1773) ment férjhez.
12. Károly Sándor Emánuel herceg (1712–1780).
13. Anna Sarolta (1714–1773) esseni főapátnő.

Károly Sándor már 4 éves korában egy császári gyalogezred tulajdonosa (azaz tiszteletbeli parancsnoka) lett. Ifjúkorát otthonában, a Lotaringiai Hercegségben töltötte, mérnöki tudományt, idegen nyelveket és állam- és jogtudományt tanult. 1729. április 5-én megkapta az Aranygyapjas rendet.

### Felívelő pályája a császári udvarnál
Amikor bátyja, Ferenc István herceg 1736-ban feleségül vette Mária Terézia osztrák főhercegnőt, VI. Károly császár (1685–1740) legidősebb leányát, Károly Sándor herceg is Bécsbe költözött, és 1737-ben belépett a Birodalmi hadseregbe. Az 1737–1739-es török háborúban Generalwachtmeister (kb. vezérőrnagyi) rangot kapott. VI. Károly császár halálát követően örököse, Mária Terézia osztrák uralkodó főhercegnő 1740. november 22-én az osztrák hadsereg tábornagyává (Generalfeldmarschall) nevezte ki. A hamarosan megindult osztrák örökösödési háború éveiben a herceg szinte állandóan harctéri szolgálatban állt.
1741. augusztus 26-án elhunyt Németalföld osztrák helytartója, Mária Erzsébet osztrák főhercegnő (1680–1741), utódjául Lotaringiai Károly Sándor herceget szánták, aki azonban a háború miatt nem foglalhatta el hivatalát. Helyette 1741–43 között Friedrich August von Harrach-Rohrau teljhatalmú miniszter töltötte be a főkormányzói tisztséget. Egy osztrák hadsereg parancsnokaként Károly Sándor tábornagy 1742-ben szenvedte el első súlyos vereségét Nagy Frigyes porosz királytól a chotusitzi csatában.

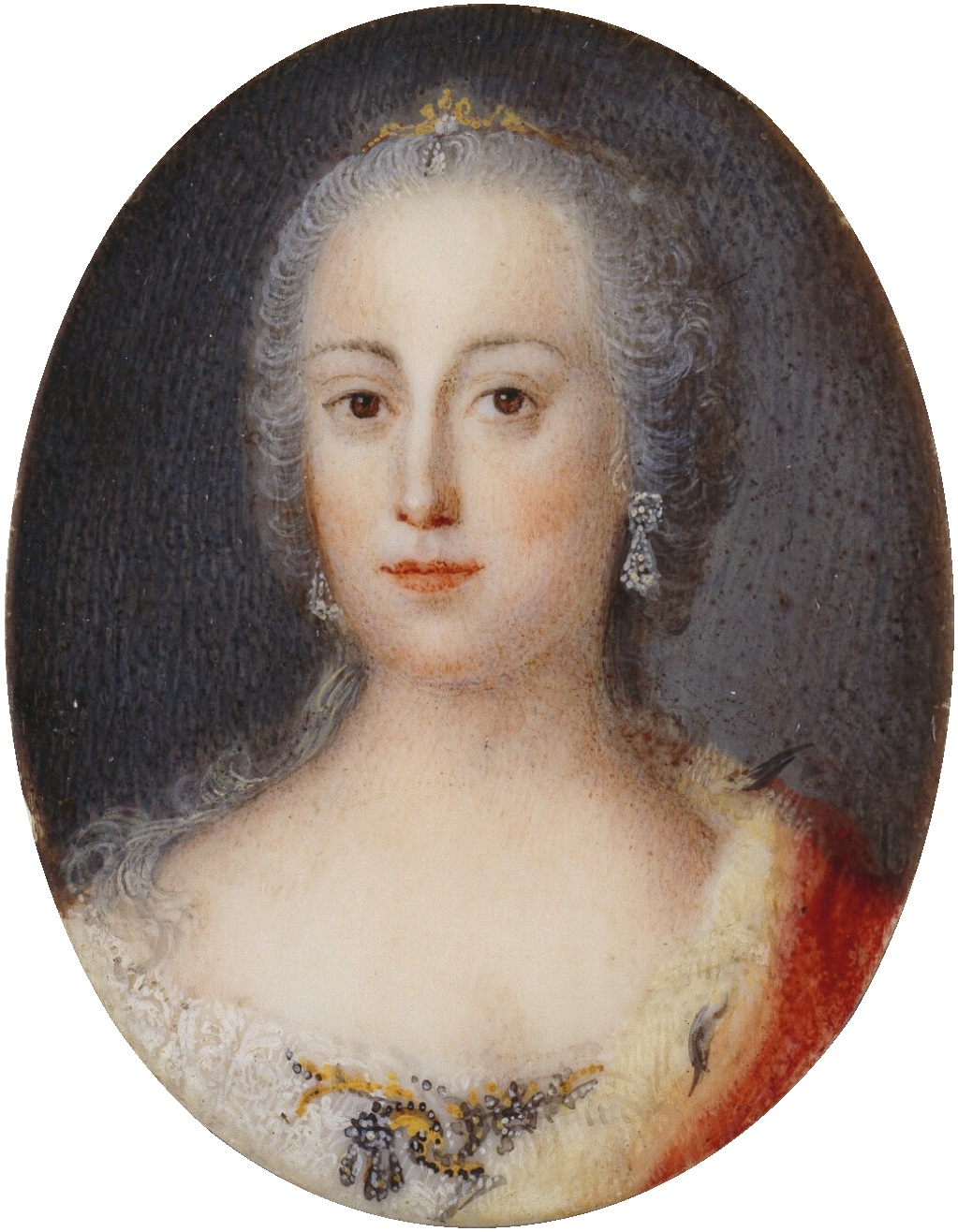
Mária Anna osztrák főhercegnő, Mária Terézia húga, lotaringiai hercegné

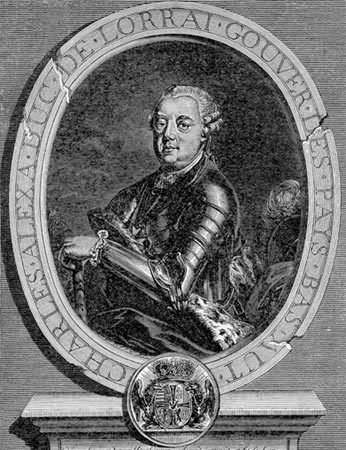
Károly Sándor herceg, tábornagy

### Házassága
Bécsben megismerkedett Mária Anna osztrák főhercegnővel (1718–1744), VI. Károly császár leányával, Mária Terézia húgával. Több éves várakozás után, 1744. január 7-én az Ágoston-rend bécsi templomában (Augustinerkirche) megtartották esküvőjüket. Mivel a vőlegény és menyasszony egymás közeli rokonai voltak, házasságukhoz külön pápai felmentést (diszpenzációt) kellett kérniük.
Házasságával Károly Sándor két jogcímen is sógora lett a Mária Terézia császárnénak: Egyfelől a császárné férjének öccse volt, másfelől a császárné húgának férje lett. Az esküvő után két és fél hónappal, 1744. március 26-án a házaspár ünnepélyesen bevonult Brüsszelbe, ahol Károly Sándor elfoglalta németalföldi főkormányzói hivatalát. Alig két hónappal később Károly Sándort átvette a rajnai osztrák hadsereg parancsnokságát, és hadba vonult, feleségét hátrahagyta Brüsszelben. Itt született meg 1744. december 16-án egyetlen gyermekük, aki születése órájában meghalt. A fiatal anya, Mária Anna hercegné is meghalt gyermekágyi lázban, még ugyanazon a napon.

### Hadvezér és helytartó
Az osztrák örökösödési háború első szakasza, az első sziléziai háború (1740–1742) után 1742. június 11-én Ausztria és Poroszország megkötötték a breslaui békeszerződést. Ezt követően Károly Sándor sikerrel harcolt a Wittelsbach-házból származó VII. Károly német-római császár (1697–1745) és a Francia Királyság csapatai ellen. 1744-ben átkelt a Rajnán, elfoglalta Elzász területének nagy részét. Ekkor azonban Nagy Frigyes porosz király, akit nyugtalanított az osztrákok bevonulása Münchenbe, ismét hadat üzent. Károly Sándor főhadparancsnok a veszélyeztetett Csehországba sietett. Az idős és tapasztalt Otto Ferdinand von Abensberg und Traun tábornagyot (1677–1748) adták mellé katonai tanácsadónak (Adlatus), akinek segítségével a herceg 1744-ben kiszorította Csehországból a poroszokat, de Szászországban már súlyos vereségeket szenvedett Nagy Frigyestől a 1745. június 4-i hohenfriedbergi csatában, és a szeptemberi soori csatában is. A drezdai békeszerződésben Szilézia porosz kézen maradt, viszont Nagy Frigyes érvényesnek ismerte el I. Ferencnek (Mária Terézia férjének) császárrá választását. 1745-ben a francia csapatok elfoglalták az Osztrák Németalföld nagy részét, és Károly Sándor tábornagy hadserege a rocourt-i (roucoux-i) csatában vereséget szenvedett Szász Móric (Hermann Moritz von Sachsen) francia marsalltól (1696–1750) is. Dél-Németalföldet csak 1748-ban, a második aacheni békeszerződésben adták vissza Mária Teréziának. 1748–49 között Károly Sándor az osztrák hadsereg újjászervezésével foglalkozott, csak 1749. április 24-én térhetett vissza brüsszeli állomáshelyére.
A hétéves háború (1756–1763) során Károly ismét II. Frigyes porosz király ellen vonult az osztrák hadsereggel, de Prága alatt vereséget szenvedett. 1757-ben Breslau mellett győzelmet aratott egy kisebb porosz csapat felett, de még ebben az évben, december 5-én a leutheni csatában II. Frigyes 29 000 főnyi serege szétverte a háromszoros túlerőben lévő, 87 000 fős császári sereget, amelyet maga Károly Sándor herceg főhadparancsnok irányított. Ez volt a hétéves háború egyik legnagyobb katonai veresége. Nyilvánvalóvá lett, hogy a herceg nem alkalmas a főhadparancsnoki tisztségre. A haditanács követelésére leváltották, helyére Leopold Joseph von Daun tábornagyot nevezték ki. A keserű pirulát a Katonai Mária Terézia-rend Nagykeresztjének adományozásával édesítették meg.
Brüsszelbe visszatérve jó diplomáciai érzékkel, kiegyensúlyozottan képviselte a császári ház érdekeit, de nem sértette meg a dél-németalföldiek kiváltságait sem. Bátorította a felvilágosodás szellemének terjedését. Fejlesztette az ipart, támogatta a kereskedelmet, pártolta a művészeteket, jólétet teremtett a rábízott tartományban. 1772. december 16-án az uralkodó nevében megalapította a Brüsszeli Császári és Királyi Tudományos és Irodalmi Akadémiát (Académie impériale et royale des Sciences et Belles-Lettres de Bruxelles), a mai Belga Királyi Tudományos Akadémia elődjét, amely máig megőrizte népszerű nevét: Mária Terézia Akadémia (Académie Thérésienne). Tervureni kastélyában különféle műszaki és ipari kísérletek elvégzését kísérte figyelemmel. Munkájában egymást követő teljhatalmú miniszterei segítették: Botta-Adorno márki (1749–1753), majd Cobenzl grófja (1753–1770), végül Georg Adam von Starhemberg herceg (1770–1780).
Németalföld osztrák főkormányzói közül ő volt a legnépszerűbb. Erről tanúskodik egész alakos szobra (Verschaffelt műve), amelyet 1775-ben a Brabanti Rendek állítottak tiszteletére, saját költségükön, az újonnan épült brüsszeli Lotaringia téren (Place de Lorraine) (amelyet később, a Belga Királyság kikiáltásakor Királyi térré (Place Royale) kereszteltek át).

### A Német Lovagrend nagymestere

A Német Lovagrend nagymesterének címere (Hochmeisterkreuz)

1761-ben, amikor a Német Lovagrend 51. nagymestere, Kelemen Ágost bajor herceg, Köln hercegérseke és választófejedelme elhunyt, Károly Sándor herceg volt az egyetlen esélyes jelölt a megüresedett nagymesteri székre. Bécsből erős politikai támogatást kapott, így 1761. május 3-án egyhangúlag megválasztották a Német Lovagrend 52. nagymesterének. Mivel még nem volt tagja a Rendnek, felmentést (diszpenzációt) kapott az egyéves próbaidő alól, rögtön lovaggá ütötték, és másnap a mergentheimi kastélytemplomban beiktatták a nagymesteri méltóságba. Összes eddigi kitüntetéseit vissza kellett adnia, ahogy a Rend alapszabálya ezt megkövetelte.
Lelkiismeretes vezetőként saját kezébe vette a Rend ügyeit, különös gondot fordított a Rend pénzügyeinek rendbetételére. Ezt személyesen felügyelte, az intézkedéseket a hetente összehívott Titkos Értekezleten határozta meg. A vezető testület (Grosskapitel) 1769-es ülésén saját 13 éves unokaöccsét, Miksa Ferenc főherceget (1756–1801) megválasztatta koadjutornak, azaz a nagymester kijelölt utódjának. Miksa Ferencet 1770. július 9-én az Ágoston-rend bécsi templomában (Augustinerkirche) Károly Sándor maga ütötte lovaggá. A praktikusan gondolkodó lotaringiai herceg végrendeletében utódjelöltjét tette meg általános örökösének, és 580 000 guldent hagyott rá.
Az életvidám Károly Sándor herceg, aki a művészetek kifinomult ismerője volt, a Lovagrend Nagymesterének tennivalóit nem tekintette fő érdeklődésének, inkább egyfajta pótlólagos jövedelemforrásnak, amelyet befolyásos birodalmi hercegként, Bécs támogatásával élvezhetett, és ezáltal is szélesíthette kapcsolatait. Főkormányzóként politikai tevékenységét teljes mértékben a uralkodóház intenciói szerint végezte, egyszerre igyekezett megszilárdítani és hatékonnyá tenni a Lovagrendet, mint nemesi testületet, és szolgálni a birodalmi és helyi hatalom alacsonyabb rangú köreit. Hivatali ideje alatt mindössze háromszor látogatott el a Rend központjába (1761, 1764 és 1765-ben), hivatali ügyeit mindenkor Brüsszelből intézte. Mégis tudatában volt a Renddel szembeni kötelezettségeinek. Erőskezű, de békülékeny vezetőnek tartották.

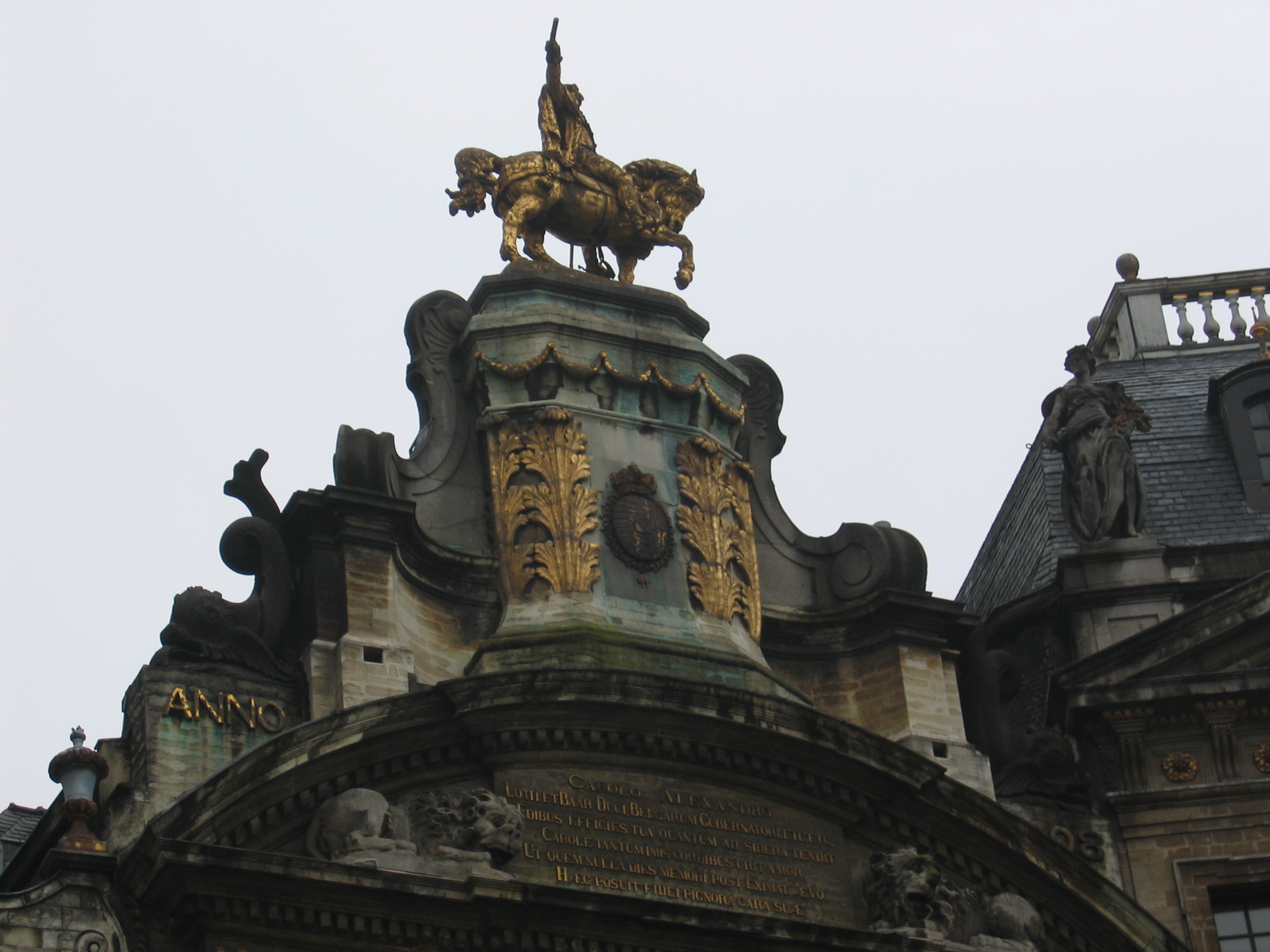
Lovasszobra a Brüsszel főterén (Grand-Place) álló Sörfőzők Háza () oromzatán.
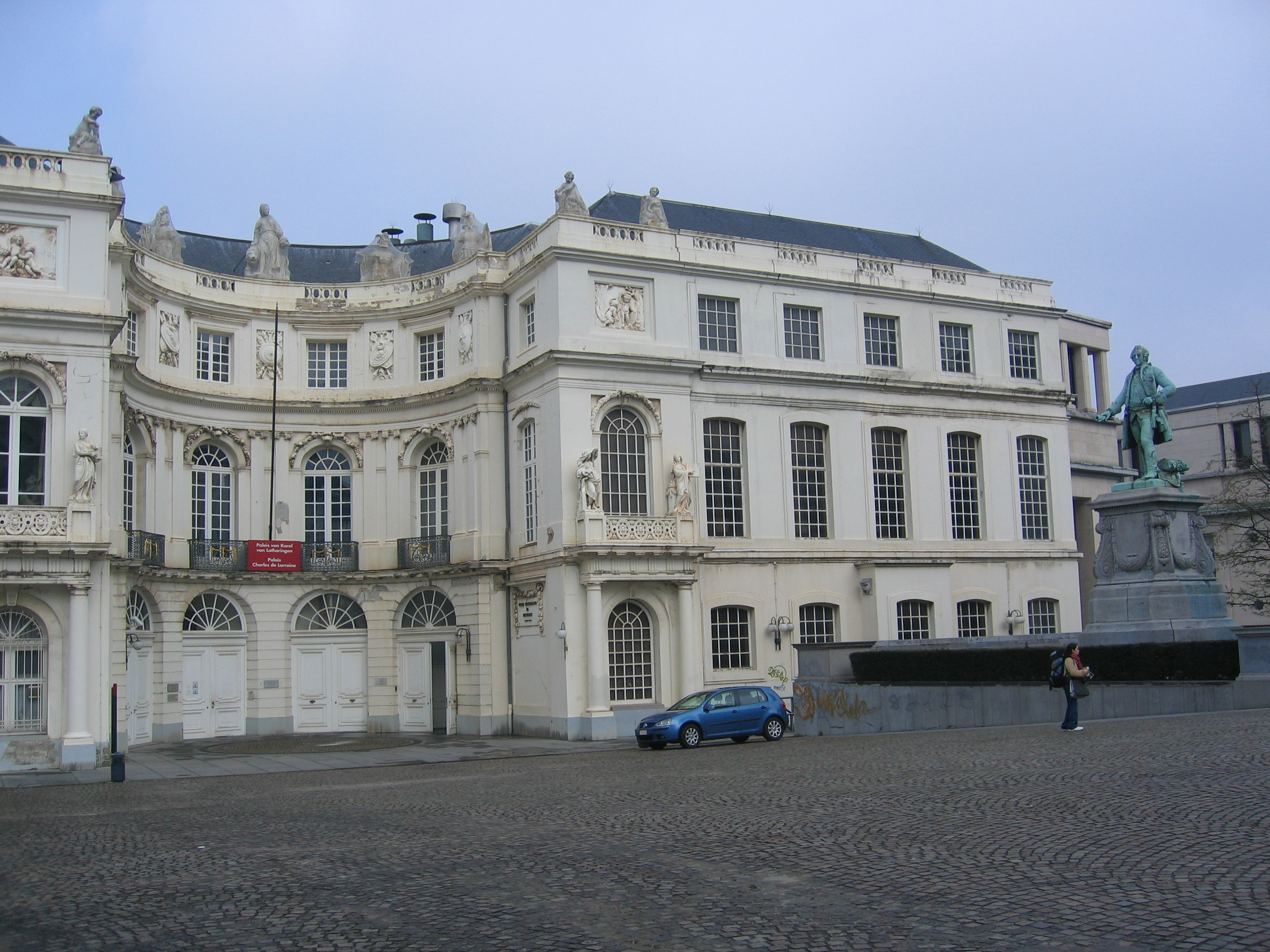
Palotája és szobra a brüsszeli Place du Musée-n.
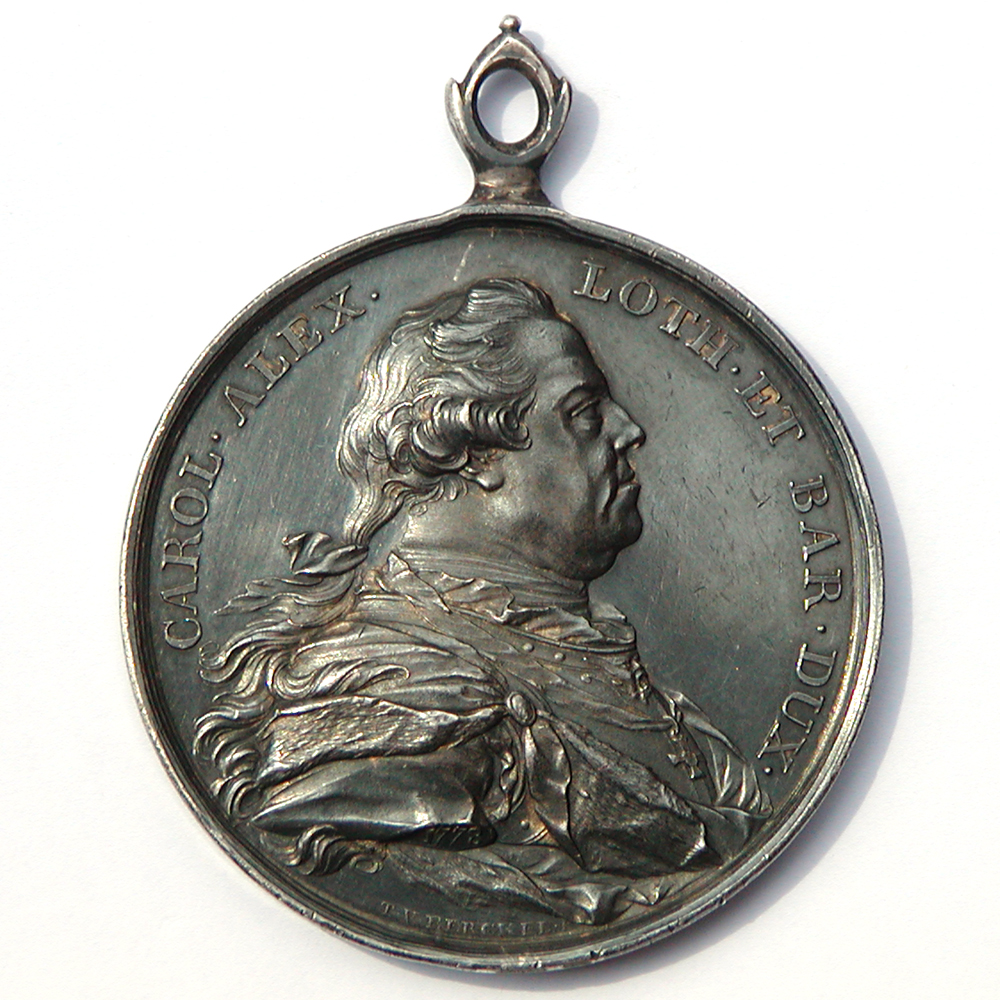
Emlékérem Károly Sándor profiljával (1778).
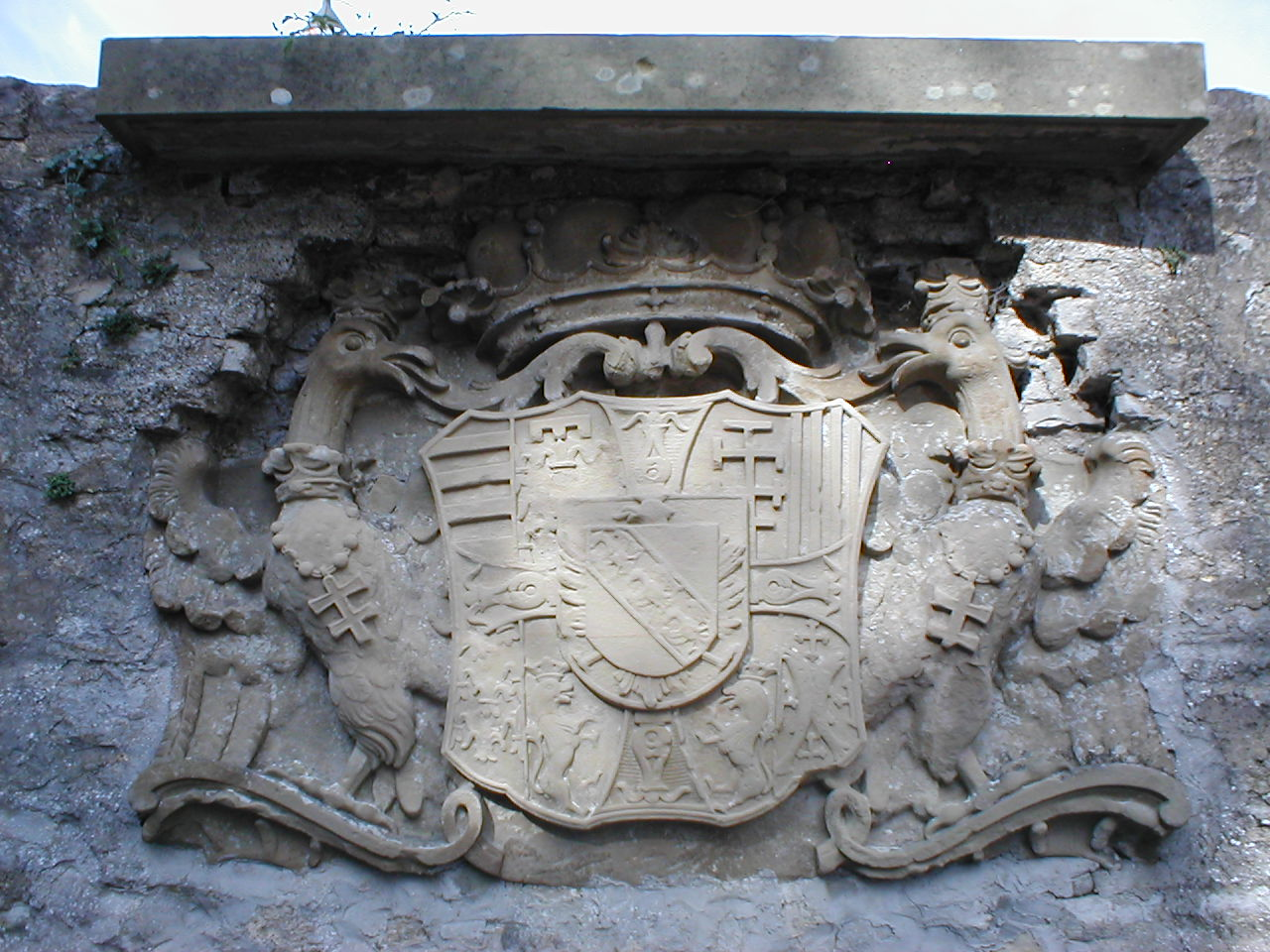
Címere a heuchlingeni kastélyban.

### Halála, utóélete, emléke

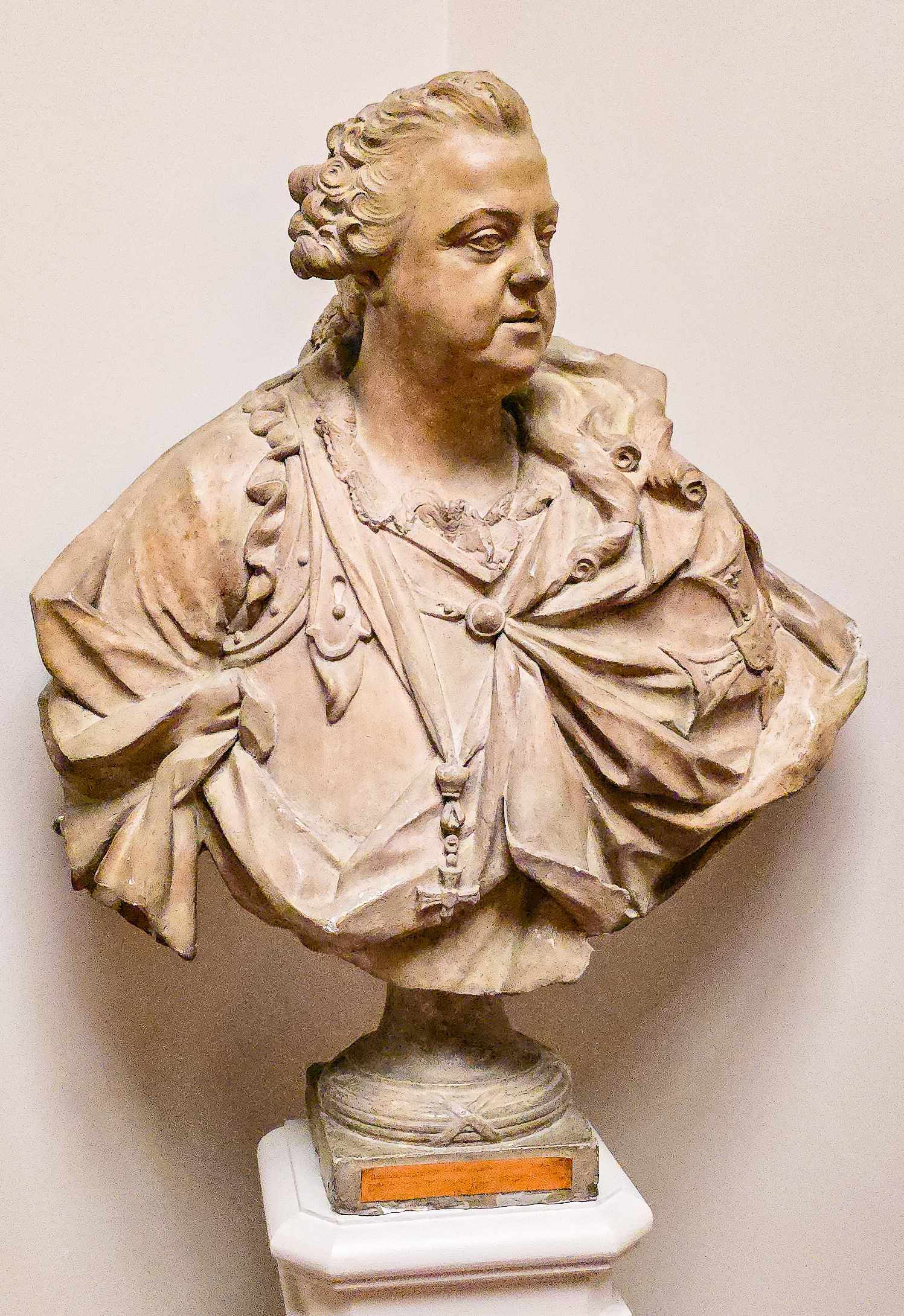
Mellszobra a Brüsszeli Városi Múzeumban

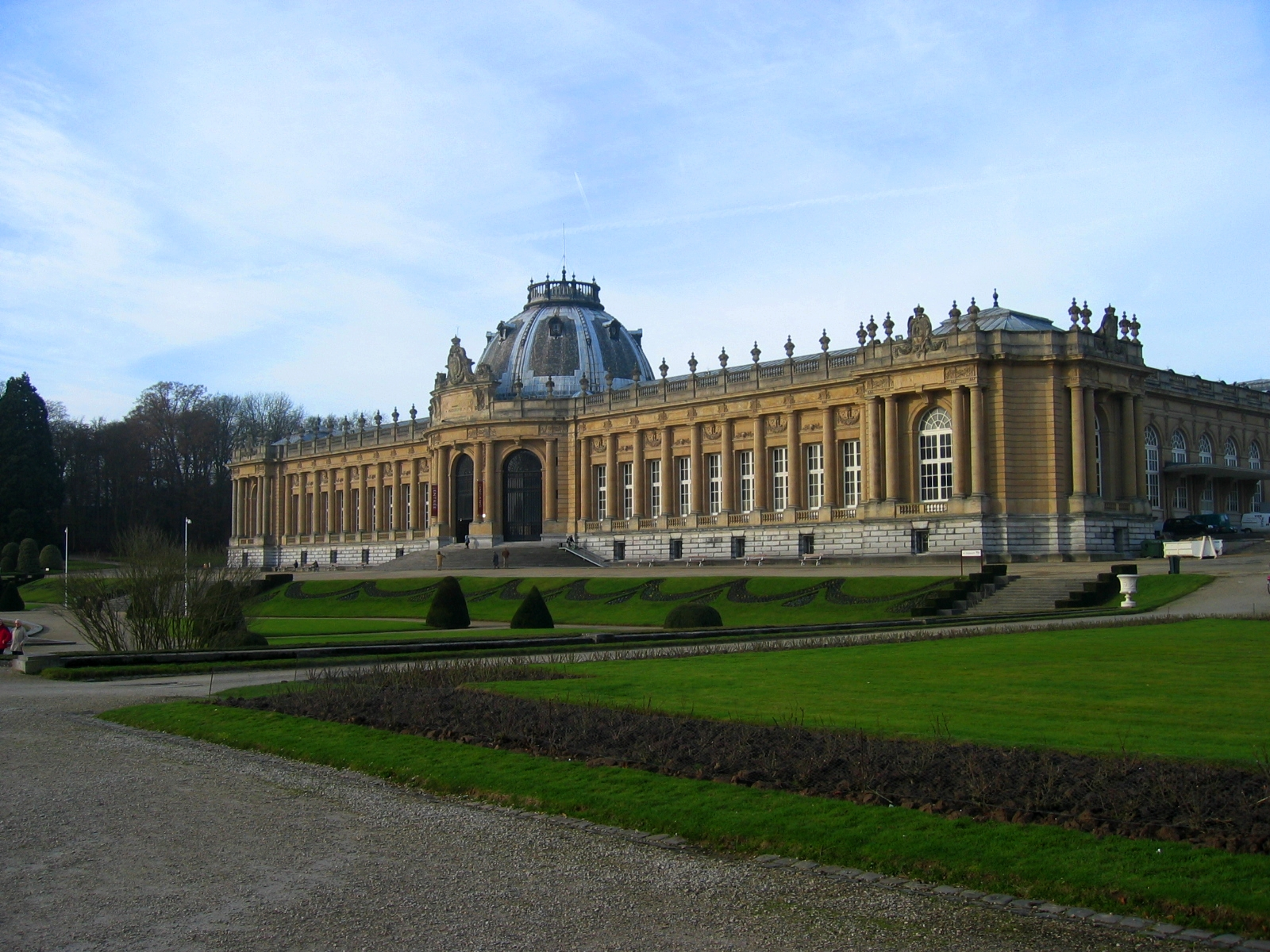
A tervureni kastély

Károly Sándor lotaringiai herceg, Németalföld helytartója, a Német Lovagrend nagymestere 1780. július 4-én hunyt el a Brüsszel melletti Tervuren kastélyban. Július 10-én temették el a brüsszeli Szent Gudula templom (Église Collégiale Sainte-Gudule) kriptájában.
A Német Lovagrend nagymesteri székében Miksa József osztrák főherceg, az elhunyt I. Ferenc császár és Mária Terézia fia, II. József öccse követte, ő lett a Lovagrend 53. nagymestere.
Az Osztrák-Németalföld új főkormányzójává II. József császár Albert Kázmér szász–tescheni herceget és feleségét, Mária Krisztina osztrák főhercegnőt (saját húgát és sógorát) nevezte ki.
Lotaringiai Károly Sándor herceg címere megtalálható a brüsszeli Segítő Szűz Mária templomon (Église Notre-Dame de Bon Secours), és a baden-württembergi Heuchlingen kastélyán, amely a Német Lovagrend tulajdona.
A herceg tervureni kastélya a 19. század közepe óta a Kongó-Múzeum gyűjteményének ad otthont, mai neve Királyi Közép-Afrika Múzeum.